# زبان هاجونگ
زبان هاجونگ (হাজং) زبانی هندوآریایی است. گویشوران این زبان هاجونگ‌ها می‌باشند که در هند و بنگلادش می‌زیند و مردمانی قبیله‌ایند. این زبان در اصل یک زبان تبتی-برمه‌ای بوده‌است، ولی اثرپذیری‌اش از دو زبان بنگالی و آسامی در درازای تاریخ این زبان را به زبانی هندوآریایی مبدل نموده‌است.
هاجونگ برخی ویژگی‌های زبان‌های تبتی-برمه‌ای را در خود نگاه‌داشته‌است، برای نمونه استفاده از واکهٔ /ɯ/ که در دیگر زبان‌های هندوآریایی معمول نمی‌باشد و مربوط به ریشهٔ تبتی برمه‌ای این زبان است.